# Michael Horak (Hockeyspieler)
Michael Horak (* 9. November 1939 in Wien, Österreich; † 14. Juni 2014) war ein Eishockeytorwart und ein Rollhockeyspieler mit Schweizer und österreichischer Staatsangehörigkeit. Er ist der Vater von Gregor Horak und Olivier Horak Iwan Horak und Natalie Horak.

## Karriere
In der Schweiz spielte er als Eishockeytorhüter zuerst für die zweite Mannschaft des Zürcher SC, dann für die HC Neuchâtel „Young Sprinters“, bevor er von 1964 bis 1978 beim SC Langnau auflief. Dort wurde er 1976 Schweizer Meister.
Daneben spielte er auch Rollhockey beim RC Langnau und war als Stürmer noch 1990 für die österreichische Nationalmannschaft Teilnehmer an der Weltmeisterschaft.